# Vive le vent (La Défense)
Vive le vent est une œuvre de Michel Deverne. C'est l'une des œuvres d'art de la Défense, en France.

## Description
L'œuvre est située en contrebas de l'immeuble Cœur Défense, le long de l'avenue André Prothin. Elle habille le contour cylindrique des cheminées d'aération, qui lui donnent son nom.

## Historique
L'œuvre est installée en 1986.

## Pour approfondir